# Сон словацький
Сон словацький (Pulsatilla slavica) — вид квіткових рослин родини жовтецевих (Ranunculaceae). Ендемік Польщі та Словаччини. Вид занесений до Бернської конвенції та інших природоохоронних документів.

## Біоморфологічна характеристика
Багаторічна трав'яниста рослина заввишки 10–22 см у час цвітіння, після цвітіння стебло подовжується до 50 см. Листки на довгих ніжках, розвиваються тільки після цвітіння, вони широко яйцеподібні в обрисі. Квітка 5.5–6.5 см в діаметрі, дзвоноподібна, пізніше чашоподібна, пелюстки фіолетові, зовні волосисті. Плід — сім'янка.

## Середовище проживання
Це ендемік Польщі та Словаччини. Його поширеність становить ≈ 7000 км². 
Росте на трав'янистих скельних схилах і реліктових соснових лісах, рідше також у букових лісах на вапняках і доломітах від горбистих районів до субальпійського рослинного поясу.

## Загрози й охорона
Збір цієї рослини відзначили як важливу загрозу в Польщі. У Словаччині йому загрожує втрата середовища проживання через заростання або заліснення деревними рослинами (в основному сосна звичайна та чорна сосна) та травами, ерозія ґрунту та витоптування навколо туристичних стежок, збирання рослин.
Pulsatilla slavica входить до списку пріоритетних видів у Додатку II Оселищної директиви та в Додатку I Конвенції про збереження дикої природи та природних середовищ існування в Європі (Бернська конвенція). Вид зустрічається на 23 ділянках Natura 2000.

## Практичне значення
Ця рослина дуже приваблива і, ймовірно, збирається з дикої природи для посадки в приватних садах.